# Jennifer Batten
Jennifer Batten (New York, 1957) is een Amerikaans gitariste. Ze tourde driemaal met Michael Jackson en nam werk op en tourde met Jeff Beck. Als soloartieste heeft ze drie studioalbums uitgebracht.

## Biografie
Jennifer Batten werd in 1957 geboren in New York. Toen ze acht was, kreeg ze haar eerste elektrische gitaar. Ze werd beïnvloed door haar oudere zus, die eveneens een gitaar had, en nam meteen les. Een jaar later trok haar familie naar San Diego in Californië.
In 1979 ging Batten een jaar studeren aan het Guitar Institute of Technology (G.I.T.) in Los Angeles. Daar leerde ze Steve Lynch (Autograph) kennen die gitaar speelde door te tappen. Ze leerde de techniek en publiceerde er in 1984 zelfs een boek over. Na het behalen van haar diploma ging ze doceren aan het G.I.T. en speelde ze in diverse plaatselijke bandjes.
In 1987 hoorde Batten dat er audities werden gehouden voor een aanstaande tournee ter promotie van Michael Jacksons album Bad. Ze besloot hieraan deel te nemen en werd gekozen om Jackson te begeleiden. Het bleek haar doorbraak in de industrie. In 1992 kwam haar debuutalbum Above below and beyond uit. In hetzelfde jaar begeleidde ze Jackson opnieuw, ditmaal tijdens zijn tournee ter promotie van Dangerous. In 1996 tourde ze een derde keer met Jackson, ter promotie van HIStory, en een jaar later verscheen haar tweede studioalbum Jennifer Batten's tribal rage: momentum.
Jeff Beck raakte onder de indruk van haar spel en nodigde haar in 1998 uit om deel uit te gaan maken van zijn begeleidingsband. De samenwerking met hem leidde tot opnames voor Who else! (1999), You had it coming (2001) en optredens tijdens diverse tournees.
Hierna werkte Batten voornamelijk als sessiemuzikante. Pas in 2007 kwam haar derde album Whatever uit.

## Discografie

### Solo
- Above below and beyond, 1992
- Jennifer Batten's tribal rage: momentum, 1997
- Whatever, 2007